# 三工街道
三工街道，是中华人民共和国新疆维吾尔自治区乌鲁木齐市新市区下辖的一个乡镇级行政单位。

## 行政区划
三工街道下辖以下地区：
和平桥社区、百园路社区、祥和社区、三工社区、花都社区、兴安社区、经环社区、景苑社区和汇轩园社区。